# Rigeb
Rigeb is een bestuurslaag in het regentschap Gayo Lues van de provincie Atjeh, Indonesië. Rigeb telt 273 inwoners (volkstelling 2010).